# Bleiswijk

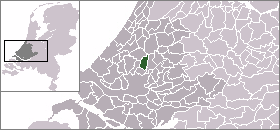
Localització de Bleiswijk

 Bleiswijk és una ciutat i antic municipi de la part occidental dels Països Baixos, concretament a la província d'Holanda del Sud. El municipi tenia 10.222 persones el 2006, i cobria una àrea de 21.96 km² de les que 0.83 km² són d'aigua.
L'1 de gener, de 2007, la ciutat es va fusionar amb les ciutats veïnes de Bergschenhoek i Berkel en Rodenrijs per formar un nou municipi anomenat Lansingerland.